# Nuit de noces
Pour les articles homonymes, voir Nuit de noces (film).

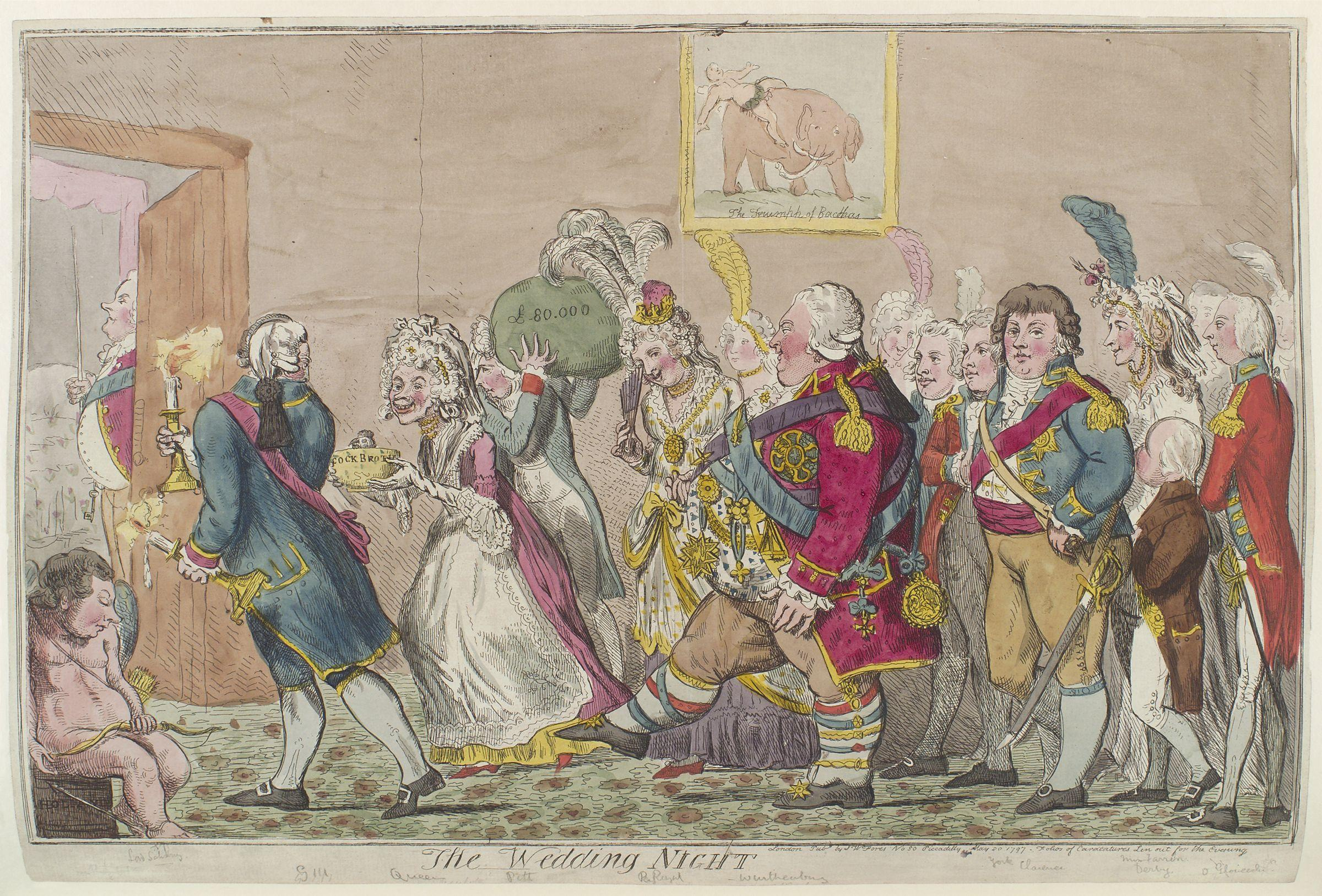
Isaac Cruikshank, La Nuit de noces, 1797, National Portrait Gallery.

La nuit de noces est la première nuit qu'un couple passe ensemble après le mariage. Elle est parfois suivie de la lune de miel.
Moment d'institutionnalisation d'une relation de couple, elle constitue dans les cultures traditionnelles un rite social très codifié. Avec l'évolution des mœurs, la libération sexuelle et la cohabitation fréquente des couples avant le mariage, la nuit de noces est devenue un temps plus personnel, moins structurant dans la vie des couples.

## Chasteté

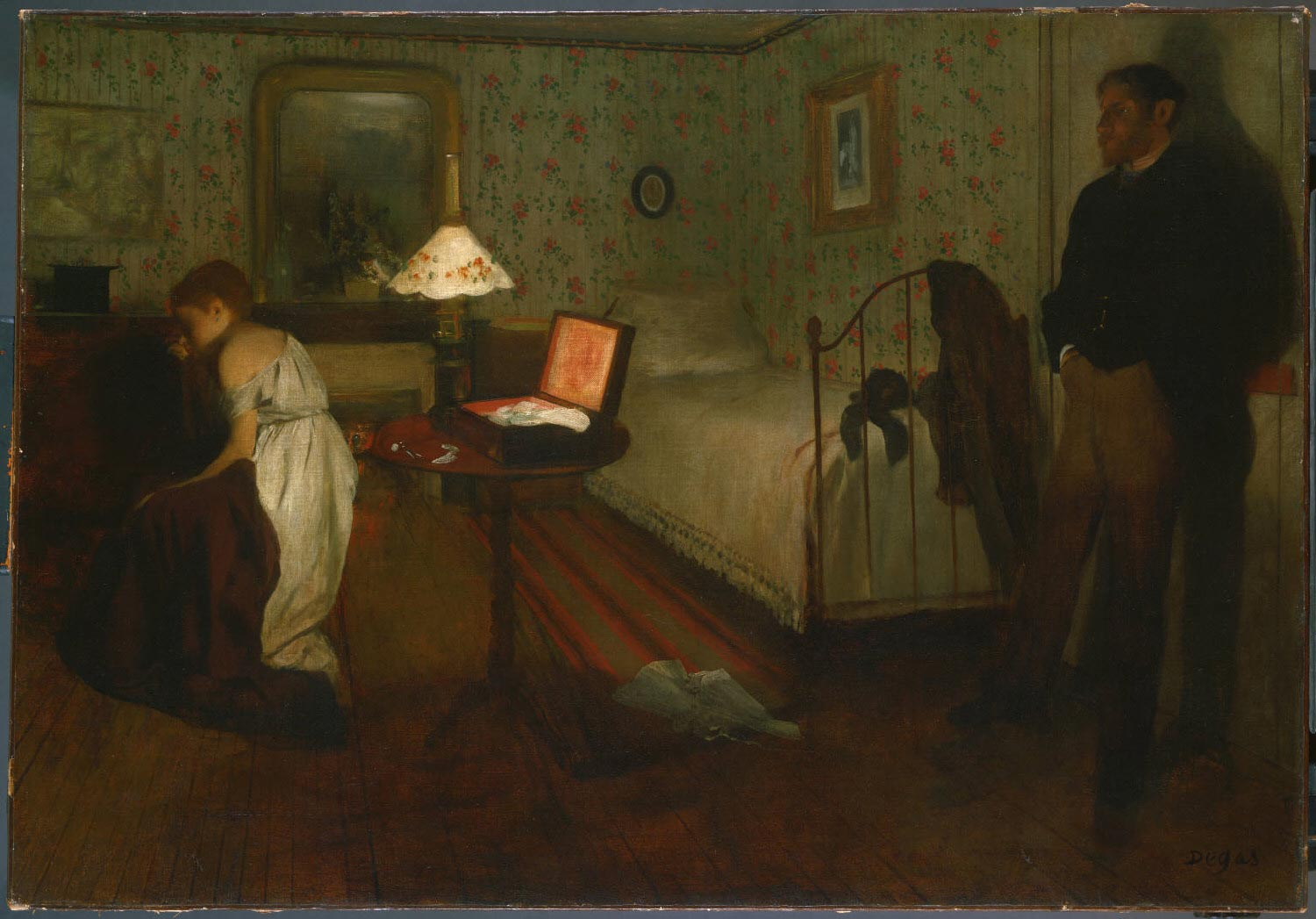
Intérieur, huile sur toile d'Edgar Degas, 1868-1869, Philadelphia Museum of Art. Selon certains critiques, Degas aurait voulu illustrer la nuit de noces lugubre de Thérèse et Laurent, scène du Thérèse Raquin de Zola (1867).

Elle peut être pour les couples ayant choisi de rester chaste jusqu'au mariage un moment privilégié : par la découverte du corps de l’autre et de la perte de leur virginité.
La tradition de la chasteté était plus souvent respectée par les personnes enclines à se plier aux enseignements religieux.
Dans certaines traditions, la nuit de noces doit être réservée aux prières et le mariage ne sera consommé que plusieurs jours plus tard : « Dans ce pays, la première nuit des noces est à Dieu ; la seconde à la Vierge, la troisième au Patron du mari ; celui-ci n'approche sa femme que dans la quatrième nuit ». Elle représente la concrétisation charnelle d'une union spirituelle. Dans le livre de Tobie, il est écrit que lorsqu’il épouse Sara afin de contrer le démon en elle, il fabrique un sort de fumigation et passe sa nuit de noces à prier avec Sara. Ce n’est qu’après la troisième nuit que Tobie s’unit à Sara. Ce qui fera que dans la Vulgate la nuit de chasteté devient trois nuits de prières.
Mais, dans de nombreuses cultures, la nuit de noces est associée à la perte de la virginité pour la femme. Le rite du drap nuptial est pratiquée, consistant à exhiber le drap ou le pagne taché de sang, pratique qui était répandue. Elle est présente dans la Bible. Cette tradition, encore présente dans de nombreuses cultures musulmanes, est jugée incompatible avec une bonne pratique de l'islam qui conseille de ne pas exposer en public son intimité.
En Chine, l'épouse retourne voir ses parents précédée d'un cochon grillé qui annonce la perte de sa virginité. En Russie, à l'issue de la nuit de noces, on présentait la chemise tachée de sang, et on affichait un drapeau de couleur rouge en cas de virginité et d'une autre couleur si celle-ci n'était pas prouvée. On trouve aussi en Russie et dans certaines régions de France et du Canada le symbole de la cruche brisée. Dans la tradition de l'île de Mayotte, la seule action qui soit permise à l'homme durant la nuit de noces est de déflorer sa femme. Il ne doit pas aller jusqu'à l'éjaculation. Dans d'autres traditions, au contraire la femme doit avoir déjà été dévirginisée. C'était le cas par exemple dans quelques tribus des pays nordiques, l’épouse avant ses noces était contrainte d’avoir des rapports avec les hommes du clan et notamment de sa belle famille. Enfin, selon Alain Boureau, le droit de cuissage, ou droit de jambage, ou marquette qui permettrait au seigneur de profiter de la jeune épouse avant le mari, ne serait qu'un mythe en termes de droit.
Il arrive que la nuit de noces puisse être vécue comme un viol légal, surtout lors de mariage forcé comme cela se voit encore dans certains pays.
La défloration peut parfois revêtir un aspect très douloureux comme dans certains pays d'Afrique où la pratique de l'infibulation persiste et où la cicatrice est rouverte à l'occasion de la nuit de noces au rasoir ou au couteau. Même dans les civilisations européennes, lorsque le mariage concerne un jeune homme chaste et une jeune fille vierge, l'inexpérience et la précipitation peuvent rendre problématique cette première nuit. Ce problème est soulevé notamment par Laure Adler dans son livre Secrets d'alcôve, Histoire du couple de 1830 à 1930. Dans cet ouvrage, Laure Adler étudie les nuits de noces dans les familles françaises du XIXe siècle en s'appuyant sur les romans d'écrivains de cette période ainsi que sur les recommandations médicales préconisant aux hommes d'éviter la brutalité lors de ce premier contact. Elle décrit d'abondance ce qui représente pour elle « le premier viol légal de la conjugalité ». Elle cite notamment cette recommandation de Balzac : « Ne commencez jamais votre mariage par un viol ». Elle signale aussi le comportement différent dans le milieu bourgeois et dans le milieu paysan. Dans ce dernier, la brutalité existe aussi mais la parole y est plus libre. Des allusions grivoises fusent lors du repas, le couple est épié et accompagné jusqu'à la chambre nuptiale, le drap taché de sang est exhibé à l'issue de la nuit de noces, alors que le silence est de mise dans le milieu bourgeois où la jeune épouse arrive à la nuit de noces dans l'ignorance la plus complète. La douleur conséquente à cette perte de virginité est considérée comme un réel problème et Laure Adler signale l'existence aux États-Unis de programmes de préparation à la défloration qui se mettent en place vers la fin des années 1950.
D'autres cultures, conscientes de ce problème, ont inventé des subterfuges pour adoucir les préliminaires. Chez les Berbères de la tribu des Aït Kebbach de la région de Merzouga au Maroc au XXe siècle, une aiguille est cachée dans les vêtements de la femme, aiguille que le mari doit trouver avant de la déshabiller. Cette recherche, effectuée sous l'œil vigilant de témoins qui aident ou freinent l'élan du jeune homme, facilite les contacts entre les époux. Une tradition analogue existe chez les Kabarbes, populations tcherkesses de la région de Terek dans le nord Caucase. Il s'agit là d'un lacet du corset, habilement dissimulé sous des bandes de cuir que le mari doit enlever sans l'abîmer.

## Rite social
La nuit de noces, comme la noce elle-même, participe d'un rite social. C'est la communauté, témoin de l'orthodoxie de l'union, qui l'approuve et l'encourage ou qui la désapprouve. Ainsi en est-il de ces cortèges de jeunes accompagnant les mariés jusqu'à la chambre nuptiale, ou bien de ces combats simulés entre amis du marié et amis de la famille de la mariée pour aider ou empêcher le « rapt » comme dans la tradition du barrage du seuil dans la Chine traditionnelle. C'est aussi le cas de ces charivaris organisés pour désapprouver le remariage d'un veuf ou d'une veuve avec une personne beaucoup plus jeune.
La communauté se doit d'être témoin de l'union. En Scandinavie, à l'époque médiévale, le couple est conduit au lit nuptial dans lequel il doit monter publiquement rendant ainsi officielle la constitution du couple, et c'est dans leur lit que celui-ci reçoit les friandises qu'il partage avec l'assistance. Cette tradition a perduré jusqu'au XIXe siècle. Pascal Dibie confirme cette habitude de recevoir les visites dans son lit nuptial à l'issue de la nuit de noces dans la France du XVIIe siècle.
Chez les Day de Bouna (Tchad), de jeunes enfants assistent à la nuit de noces. Dans le nord de la Zambie, les prouesses des intervenants sont signalées à la communauté : si la femme a pu être honorée 3 fois dans la nuit, c'est le mari qui se présente à la sortie de la case, dans le cas contraire, la femme sort en premier. En Chine, il est d'usage que les invités viennent troubler la chambre nuptiale par des plaisanteries. Dans l'Algérie traditionnelle, les femmes accompagnent la nuit de noces par leurs youyous tandis que les hommes guettent à côté de la porte, prêts à tambouriner si l'opération s'éternise trop longtemps. Nombreux sont les auteurs, qui signalent combien cette intrusion de la sphère publique dans la sphère privée peut-être traumatisante tant pour la femme que pour l'homme dont on attend une prestation rapide et efficace.
Dans plusieurs régions de France, cette intrusion s'est transformée en jeu de « chasse aux mariés ». Le jeune couple tente de garder secret le lieu où va se dérouler leur nuit de noces. Les bandes de jeunes explorent donc, la nuit durant, toutes les maisons possibles en faisant un maximum de bruit. Cette chasse se termine au petit matin par la découverte du jeune couple à qui il est de tradition d'offrir une mixture variée, parfois dans un pot de chambre, mélange de champagne et de biscuit à la cuillère (Nice), de champagne et de chocolat (Champagne), soupe à l'oignon (Vendée), ou tourain, soupe aux tomates et à l'oignon (Périgord).

## Tradition

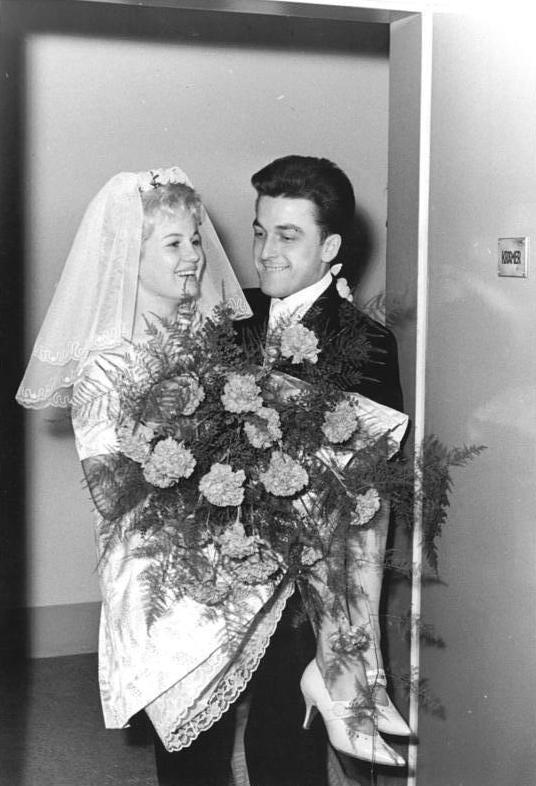
Mariage d'Ingrid Krämer à Dresde, 1963. Le marié porte la mariée pour franchir le pas de porte.

Dans les mariages contemporains, ce rite de passage a perdu beaucoup de sa valeur rituelle. La vie en couple avant le mariage rend la nuit de noces plus anodine. Ce qui fut symbolique dans les générations antérieures devient seulement jeu ou respect des traditions. Outre celles décrites précédemment, on peut ajouter
- La tradition de porter la mariée lors du franchissement du seuil de la maison. Cette tradition superstitieuse avait pour but de laisser les mauvais esprits sur le pas de la porte ;
- Ajouter des grelots au lit nuptial (Nice[32], Canada[35]) ;
- Offrir à la femme une planche et un couteau pour qu'elle fasse autant d'encoches que de fois où elle a été honorée (Limousin, XIXe siècle[36]) ;
- Faire le lit nuptial en portefeuille ;
- Taper sur des casseroles en pleine nuit ;
- Avant, la nuit de noces pouvait être précédée par un cortège qui traversait bruyamment la ville, et la mariée était préparée pour sa nuit par des parents ou les demoiselles d’honneur.[Où ?][Quand ?]

## Dans le judaïsme
Dans le judaïsme pieux, la Nuit de noces est la première fois que les mariés ont un rapport sexuel entre eux. Il est conseillé et même ordonné au jeune couple d'avoir un rapport sexuel dès la première nuit après le mariage. C'est une nuit qui, selon le judaïsme, a des niveaux spirituels très hauts pour les mariés, et il est très important de la consacrer à ce premier rapport, sans lequel l'homme risque de perdre de la semence involontairement, chose qui est très grave, même involontairement dans le judaïsme.

## Dans l’art

### Littérature
Dans Les Mille et Une Nuits, Shéhérazade, par ses récits, prolonge sa nuit de noces mille et une fois pour éviter de se faire exécuter.
Dans la nouvelle Enragée, Maupassant nous montre une jeune mariée absolument ignorante de ce qui l'attendait et qui écrit à sa meilleure amie pour lui reprocher de ne pas l'avoir prévenue. La lettre commence ainsi :

« Ma chère Geneviève, tu me demandes de te raconter mon voyage de noces. Comment veux-tu que j'ose ? Ah ! sournoise, qui ne m'avais rien dit, qui ne m'avais même rien laissé deviner, mais là, rien de rien !… Comment ! tu es mariée depuis dix-huit mois, oui, depuis dix-huit mois, toi qui te dis ma meilleure amie, toi qui ne me cachais rien, autrefois, et tu n'as pas eu la charité de me prévenir ? Si tu m'avais seulement donné l'éveil, si tu m'avais mise en garde, si tu avais laissé entrer un simple soupçon dans mon âme, un tout petit, tu m'aurais empêchée de faire une grosse bêtise dont je rougis encore, dont mon mari rira jusqu'à sa mort, et dont tu es seule coupable. »

Dans son roman  Sur la plage de Chesil, Ian McEwan décrit une nuit de noces ratée et ses conséquences.

### Cinéma
- La Deuxième Nuit de noces, film de Vit Klusak et Filip Remund,
- Nuit de noces, film de King Vidor en noir et blanc, 1935,
- Nuit de noces, film de Pol Cruchten au Grand-Duché de Luxembourg, 1992,
- Nuit de noces à Tunis, court métrage de Kalthoum Bornaz, 1996,
- Nuit de noces, film d'Émile Gaudreault au Québec, 2000

### Peinture

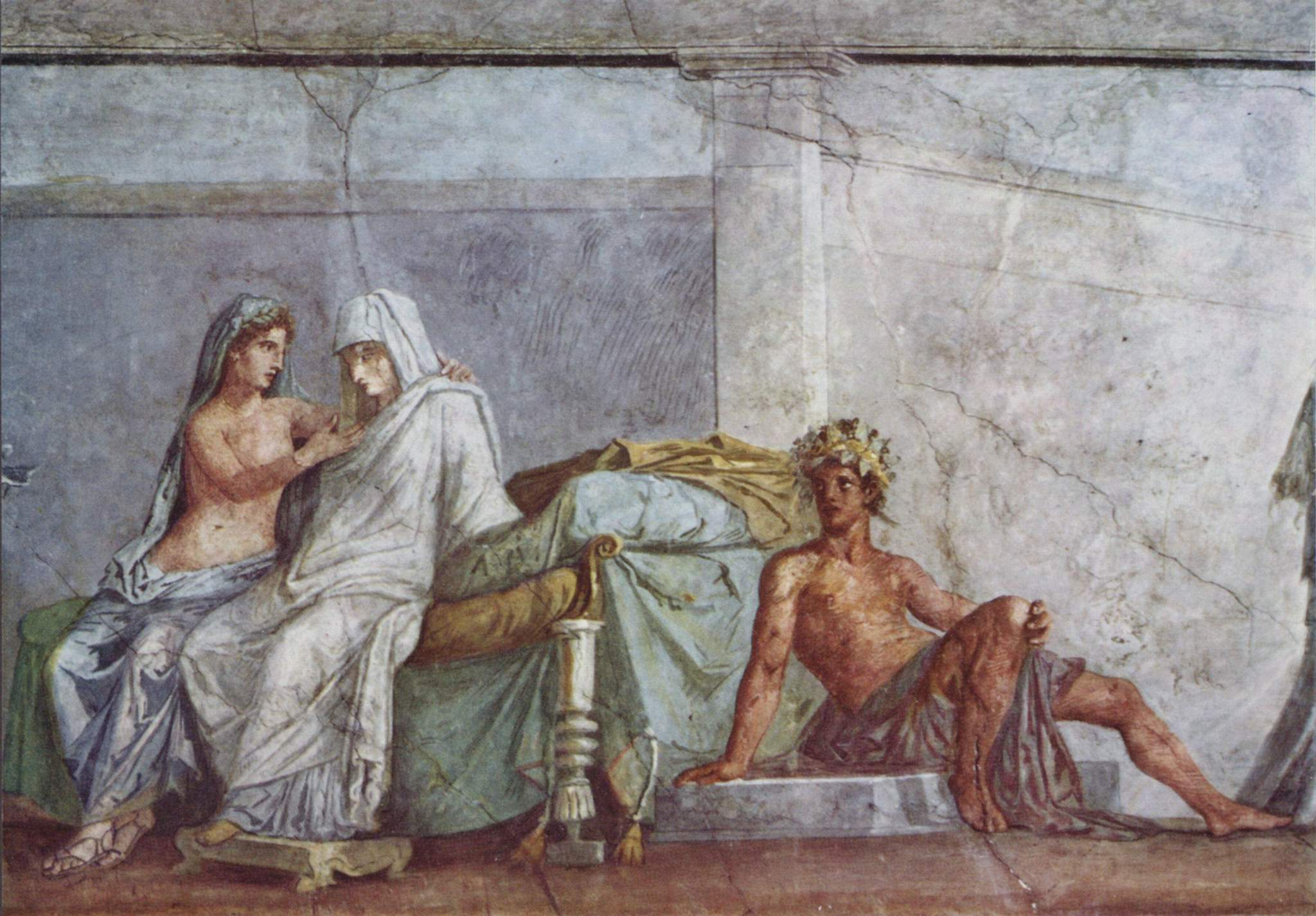
Noces aldobrandines (détail) - Rome -

- Paul Veyne voit dans la fresque de la villa des mystères à Pompéi, les étapes d'une nuit de noces[38] alors que d'autres l'analysent comme une initiation au culte dionysiaque avec une mise en scène des noces sacrées de Dionysos et Ariane.
- Noces Aldobrandines ou Noces de Thétis et Pélée, fresque antique (Rome, Ier siècle av. J.-C.) décrivant les préparatifs à une nuit de noces. Nicolas Poussin en a fait une copie (voir ci-contre).
- Eustache Le Sueur, La nuit de noces de Tobie et de Sara (collection BNP Paribas[39] ou collection Milgrom[40]).
- Certains critiques[1] voient dans la peinture d'Edgar Degas, Intérieur, la description de la nuit de noces de Thérèse et Laurent inspirée du roman d'Émile Zola Thérèse Raquin (voir ci-dessus).